# Saint-Siméon (Eure)
Pour les articles homonymes, voir Saint-Siméon.
Saint-Siméon est une commune française située dans le département de l'Eure, en région Normandie.

## Géographie

### Localisation
Saint-Siméon est une commune de l'Ouest du département de l'Eure. Elle appartient à la région naturelle du Lieuvin et se situe sur la D 810 entre Pont-Audemer (au nord) et Lieurey (au sud).
|                 | Tourville-sur-Pont-Audemer, Campigny (par un angle) |                                        |
| Selles Épaignes | Saint-Siméon                                        | Saint-Martin-Saint-Firmin              |
|                 | La Poterie-Mathieu                                  | La Noë-Poulain, Saint-Étienne-l'Allier |

### Hydrographie
La commune est située dans le bassin Seine-Normandie. Elle est drainée par le ruisseau de Sebec, le fossé 02 de la commune de Saint-Simeon et le fossé 03 de la commune de Saint-Simeon,,.
Le ruisseau de Sebec, d'une longueur de 11 km, prend sa source dans la commune de Épaignes et se jette  dans  le ruisseau de Tourville à Tourville-sur-Pont-Audemer, après avoir traversé quatre communes.

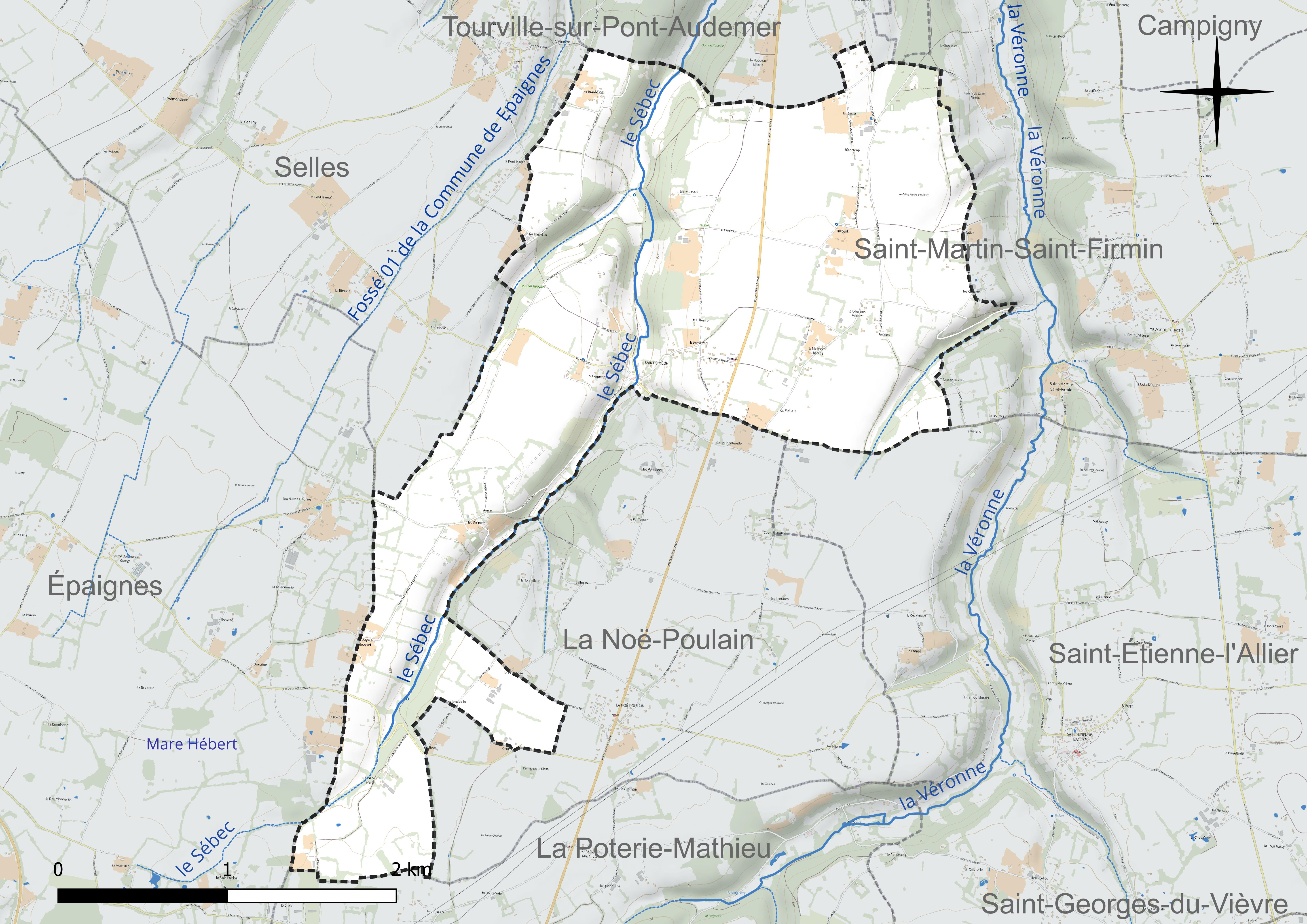
Réseau hydrographique de Saint-Siméon.

### Climat
Pour des articles plus généraux, voir Climat de la Normandie et Climat de l'Eure.
En 2010, le climat de la commune est de type climat océanique altéré, selon une étude du CNRS s'appuyant sur une série de données couvrant la période 1971-2000. En 2020, Météo-France publie une typologie des climats de la France métropolitaine dans laquelle la commune est exposée à un climat océanique et est dans la région climatique  Côtes de la Manche orientale, caractérisée par un faible ensoleillement (1 550 h/an) ; forte humidité de l’air (plus de 20 h/jour avec humidité relative > 80 % en hiver), vents forts fréquents. Parallèlement le GIEC normand, un groupe régional d’experts sur le climat, différencie quant à lui, dans une étude de 2020, trois grands types de climats pour la région Normandie, nuancés à une échelle plus fine par les facteurs géographiques locaux. La commune est, selon ce zonage, exposée à un « climat contrasté des collines », correspondant au Pays d’Auge, Lieuvin et Roumois, moins directement soumis aux flux océaniques et connaissant toutefois des précipitations assez marquées en raison des reliefs collinaires qui favorisent leur formation.
Pour la période 1971-2000, la température annuelle moyenne est de 10,3 °C, avec  une amplitude thermique annuelle de 13,6 °C. Le cumul annuel moyen de précipitations est de 862 mm, avec 13,4 jours de précipitations en janvier et 8,9 jours en juillet. Pour la période 1991-2020, la température moyenne annuelle observée sur la station météorologique la plus proche, située sur la commune de Lieurey à 6 km à vol d'oiseau, est de 11,3 °C et le cumul annuel moyen de précipitations est de 893,1 mm,. Pour l'avenir, les paramètres climatiques de la commune estimés pour 2050 selon différents scénarios d’émission de gaz à effet de serre sont consultables sur un site dédié publié par Météo-France en novembre 2022.

## Urbanisme

### Typologie
Au 1er janvier 2024, Saint-Siméon est catégorisée commune rurale à habitat dispersé, selon la nouvelle grille communale de densité à 7 niveaux définie par l'Insee en 2022.
Elle est située hors unité urbaine. Par ailleurs la commune fait partie de l'aire d'attraction de Pont-Audemer, dont elle est une commune de la couronne,. Cette aire, qui regroupe 34 communes, est catégorisée dans les aires de moins de 50 000 habitants,.

### Occupation des sols
L'occupation des sols de la commune, telle qu'elle ressort de la base de données européenne d’occupation biophysique des sols Corine Land Cover (CLC), est marquée par l'importance des territoires agricoles (92,9 % en 2018), une proportion identique à celle de 1990 (92,9 %). La répartition détaillée en 2018 est la suivante : 
prairies (59,1 %), terres arables (27 %), forêts (7,1 %), zones agricoles hétérogènes (6,9 %). L'évolution de l’occupation des sols de la commune et de ses infrastructures peut être observée sur les différentes représentations cartographiques du territoire : la carte de Cassini (XVIIIe siècle), la carte d'état-major (1820-1866) et les cartes ou photos aériennes de l'IGN pour la période actuelle (1950 à aujourd'hui).

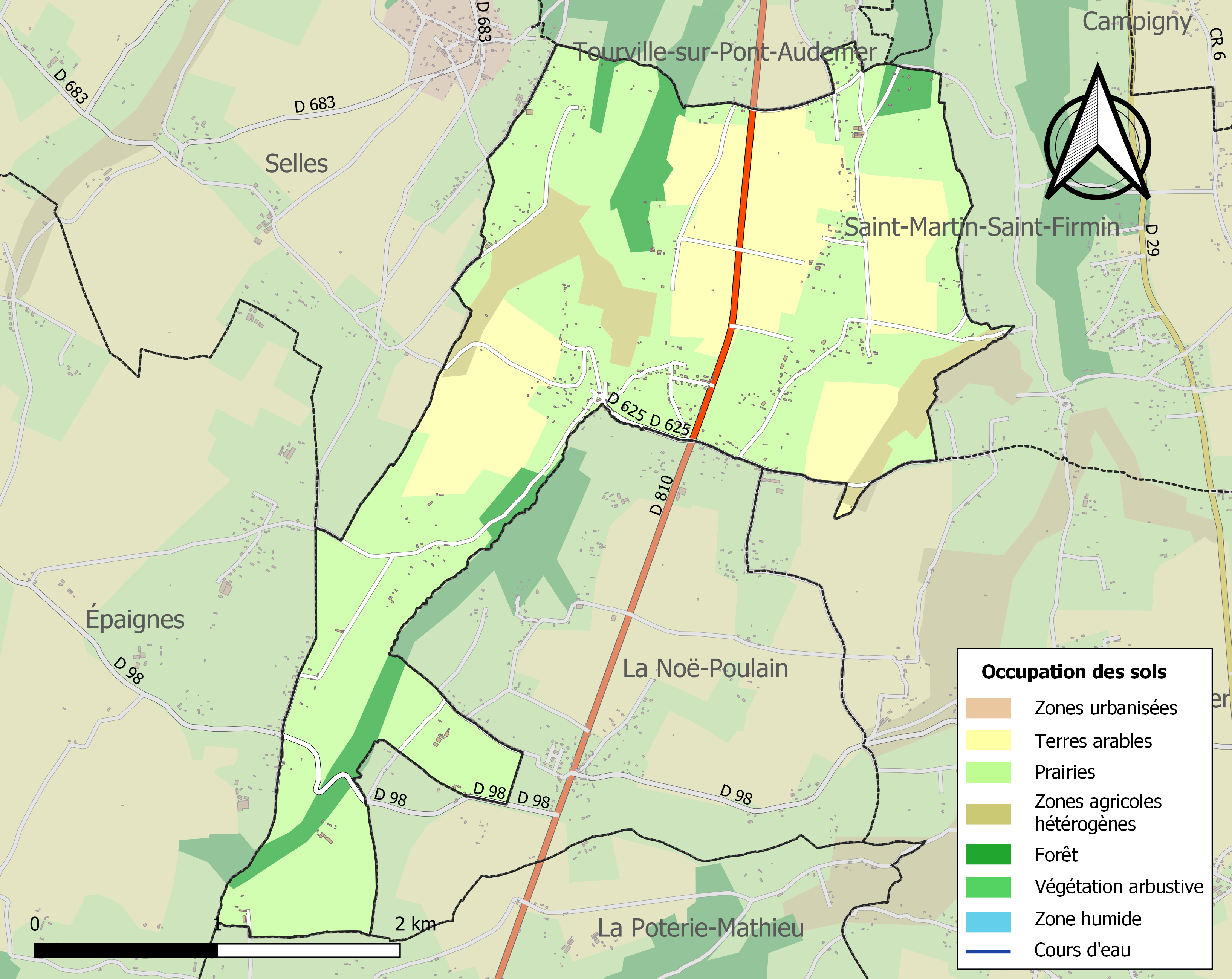
Carte des infrastructures et de l'occupation des sols de la commune en 2018 (CLC).

## Toponymie
Son nom primitif est attesté sous les formes Anschitilli villa vers 1040 (Jean Adigard des Gautries, MPSN), Anschetivilla au XIIe siècle.

Il s'agit à l'origine d'une formation toponymique médiévale en -ville (terme issu du gallo-roman VILLA « domaine rural »), précédé de l'anthroponyme scandinave Asketill devenu Anquetil (autrement Anctil, Anquetille), nom de famille normand.

Le toponyme « Anquetilville » est fréquent notamment en pays de Caux et en Cotentin sous les formes contemporaines d'Ancretteville, Ancteville, Anquetierville, Anctoville, etc.
Le nom de saint Siméon, patron de la paroisse a remplacé le nom du domaine rural, attesté sous les formes Saint Simeon au XIIIe siècle, Saint Simon en 1793, Saint-Siméon en 1801, Saint-Siméon-sur-Selles en 1828 (Louis Du Bois).

Saint-Siméon est un hagiotoponyme, ce lieu et son église sont voués à Saint Siméon.
La commune voisine de la Noë-Poulain a également perdu son ancien nom Saint Ouen du Bois Toutain (Sanctus Audoenus de Bosco Turstini en latin médiéval) à la fin du Moyen Âge, toponyme également basé sur le nom d'un propriétaire d'origine scandinave Thorsteinn, devenu Toutain (autrement Tostain, Toustain) nom de famille normand.

## Politique et administration

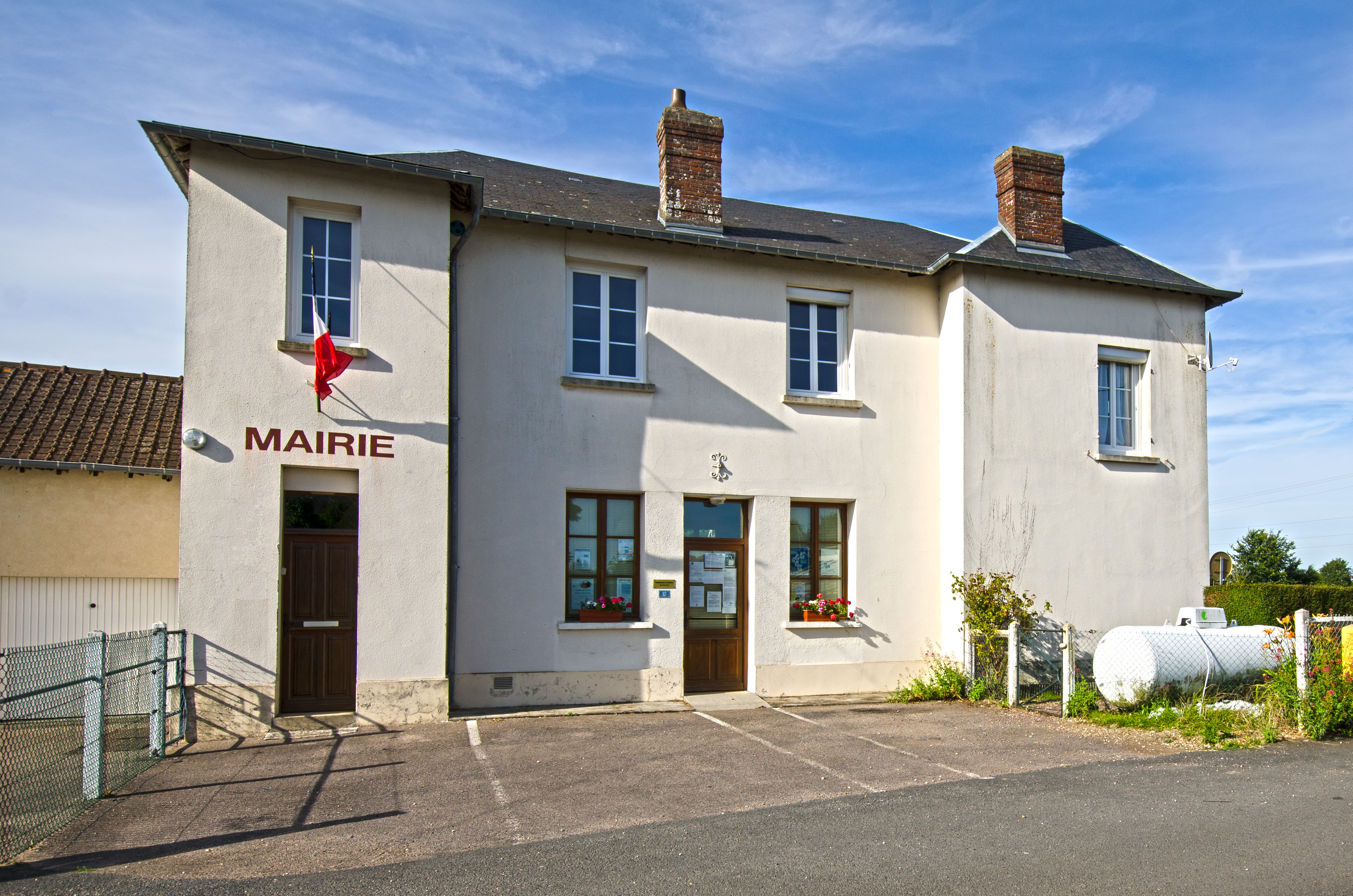
La mairie de Saint-Siméon.

| Période                                  | Période  | Identité       | Étiquette | Qualité         |
| ---------------------------------------- | -------- | -------------- | --------- | --------------- |
| mars 2001                                | 2014     | Philippe Harou |           |                 |
| mars 2014                                | En cours | Régis Peuffier | DVD       | Agent technique |
| Les données manquantes sont à compléter. |          |                |           |                 |

## Démographie
L'évolution du nombre d'habitants est connue à travers les recensements de la population effectués dans la commune depuis 1793. Pour les communes de moins de 10 000 habitants, une enquête de recensement portant sur toute la population est réalisée tous les cinq ans, les populations de référence des années intermédiaires étant quant à elles estimées par interpolation ou extrapolation. Pour la commune, le premier recensement exhaustif entrant dans le cadre du nouveau dispositif a été réalisé en 2008.

En 2022, la commune comptait 323 habitants, en évolution de +0,62 % par rapport à 2016 (Eure : −0,25 %, France hors Mayotte : +2,11 %).
| 1793 | 1800 | 1806 | 1821 | 1831 | 1836 | 1841 | 1846 | 1851 |
| ---- | ---- | ---- | ---- | ---- | ---- | ---- | ---- | ---- |
| 420  | 356  | 407  | 413  | 417  | 406  | 402  | 391  | 378  |

| 1856 | 1861 | 1866 | 1872 | 1876 | 1881 | 1886 | 1891 | 1896 |
| ---- | ---- | ---- | ---- | ---- | ---- | ---- | ---- | ---- |
| 360  | 497  | 420  | 400  | 383  | 333  | 299  | 316  | 288  |

| 1901 | 1906 | 1911 | 1921 | 1926 | 1931 | 1936 | 1946 | 1954 |
| ---- | ---- | ---- | ---- | ---- | ---- | ---- | ---- | ---- |
| 250  | 269  | 256  | 228  | 251  | 258  | 227  | 265  | 258  |

| 1962 | 1968 | 1975 | 1982 | 1990 | 1999 | 2006 | 2008 | 2013 |
| ---- | ---- | ---- | ---- | ---- | ---- | ---- | ---- | ---- |
| 257  | 239  | 213  | 236  | 282  | 278  | 304  | 312  | 324  |

| 2018 | 2022 | - | - | - | - | - | - | - |
| ---- | ---- | - | - | - | - | - | - | - |
| 313  | 323  | - | - | - | - | - | - | - |

## Culture locale et patrimoine

### Lieux et monuments
Saint-Siméon compte quelques monuments inscrits à l'inventaire général du patrimoine culturel :
- l'église Saint-Siméon (XIXe)[27] ;
- une croix de cimetière (XVIe (?))[28] ;
- une croix de chemin (XVIe et XIXe siècles) au lieu-dit la Chapelle Becquet[29].

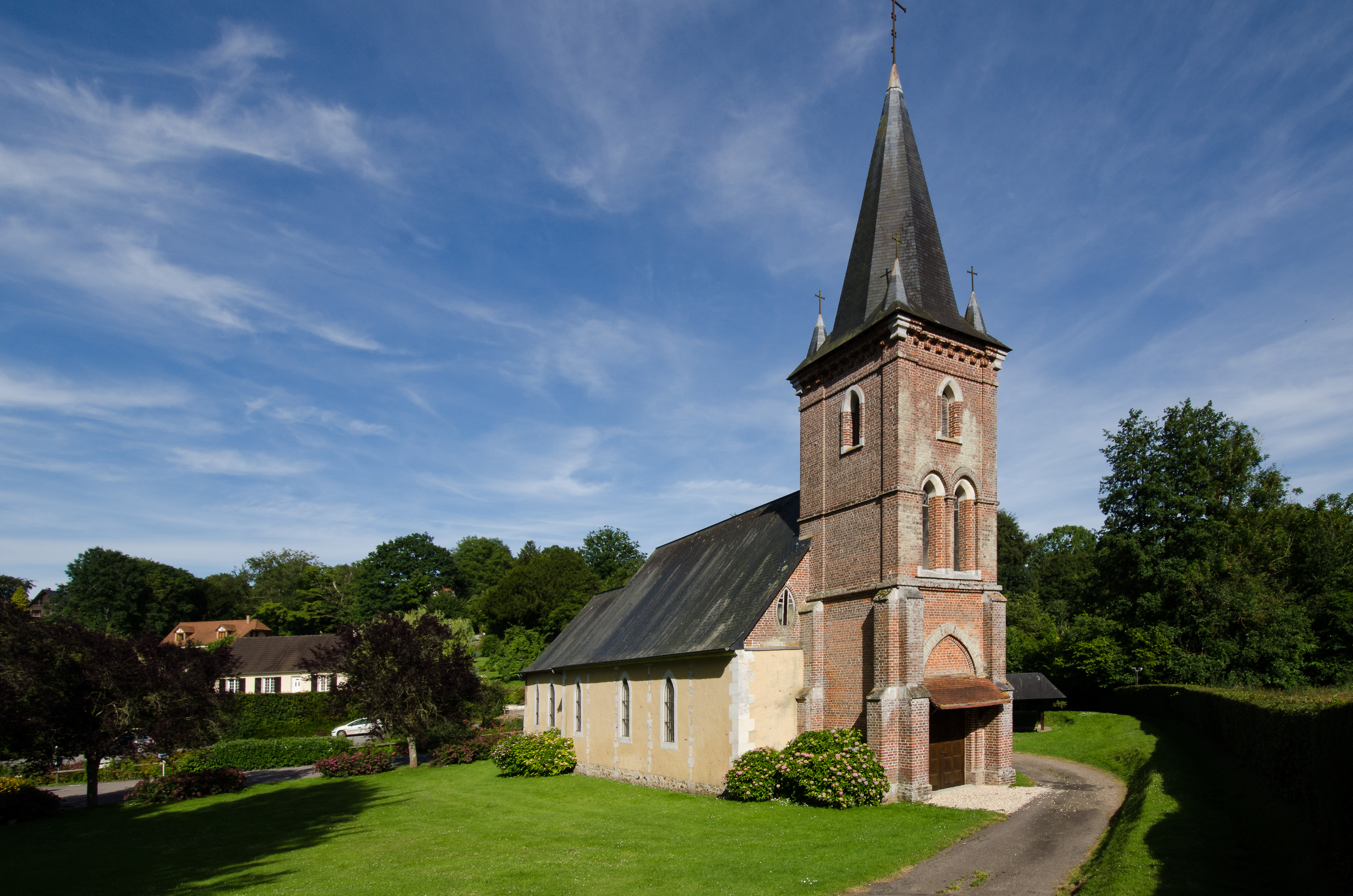
L'église Saint-Siméon.
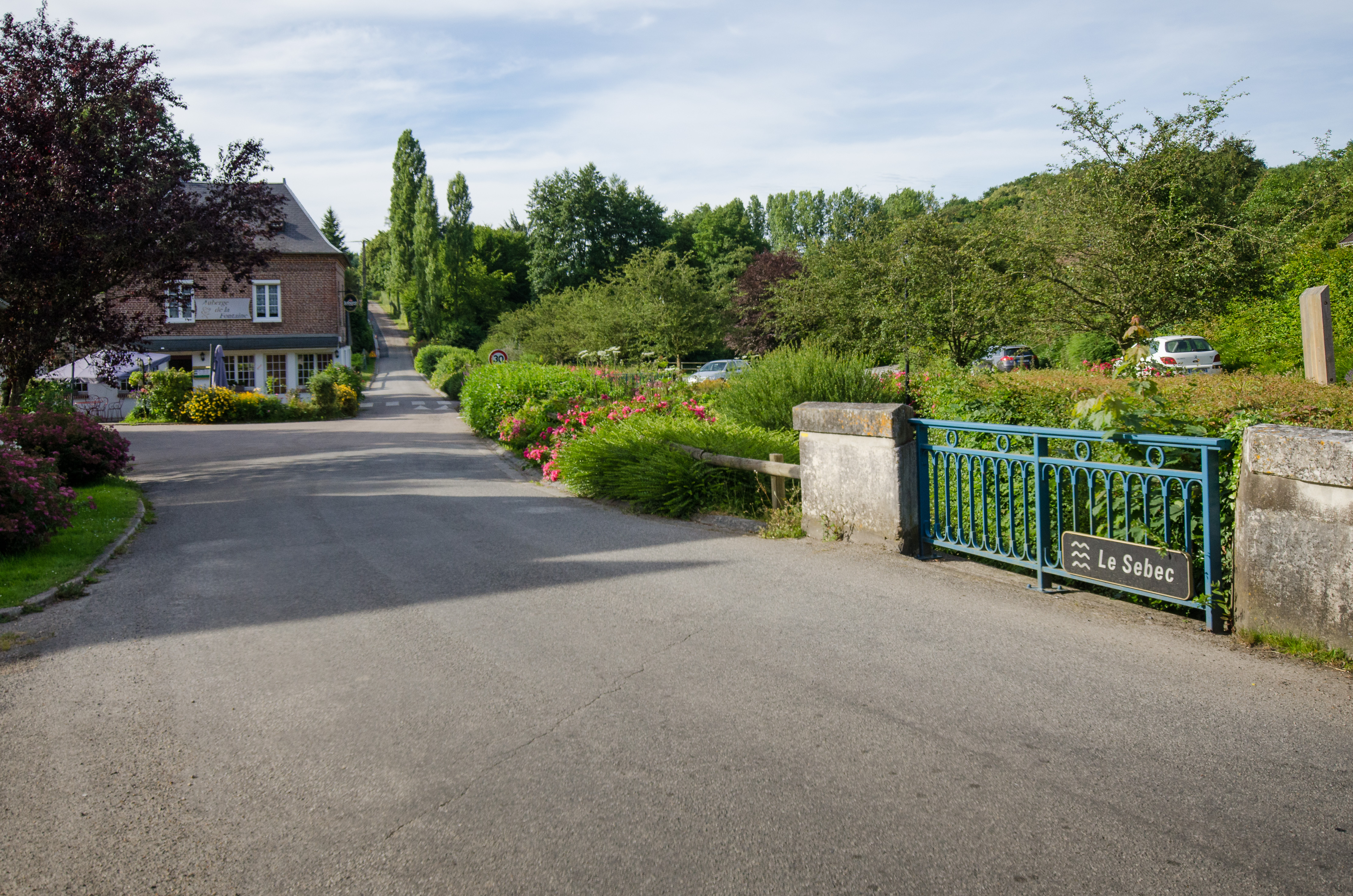
Pont sur le Sébec près de l'Auberge de la Fontaine.
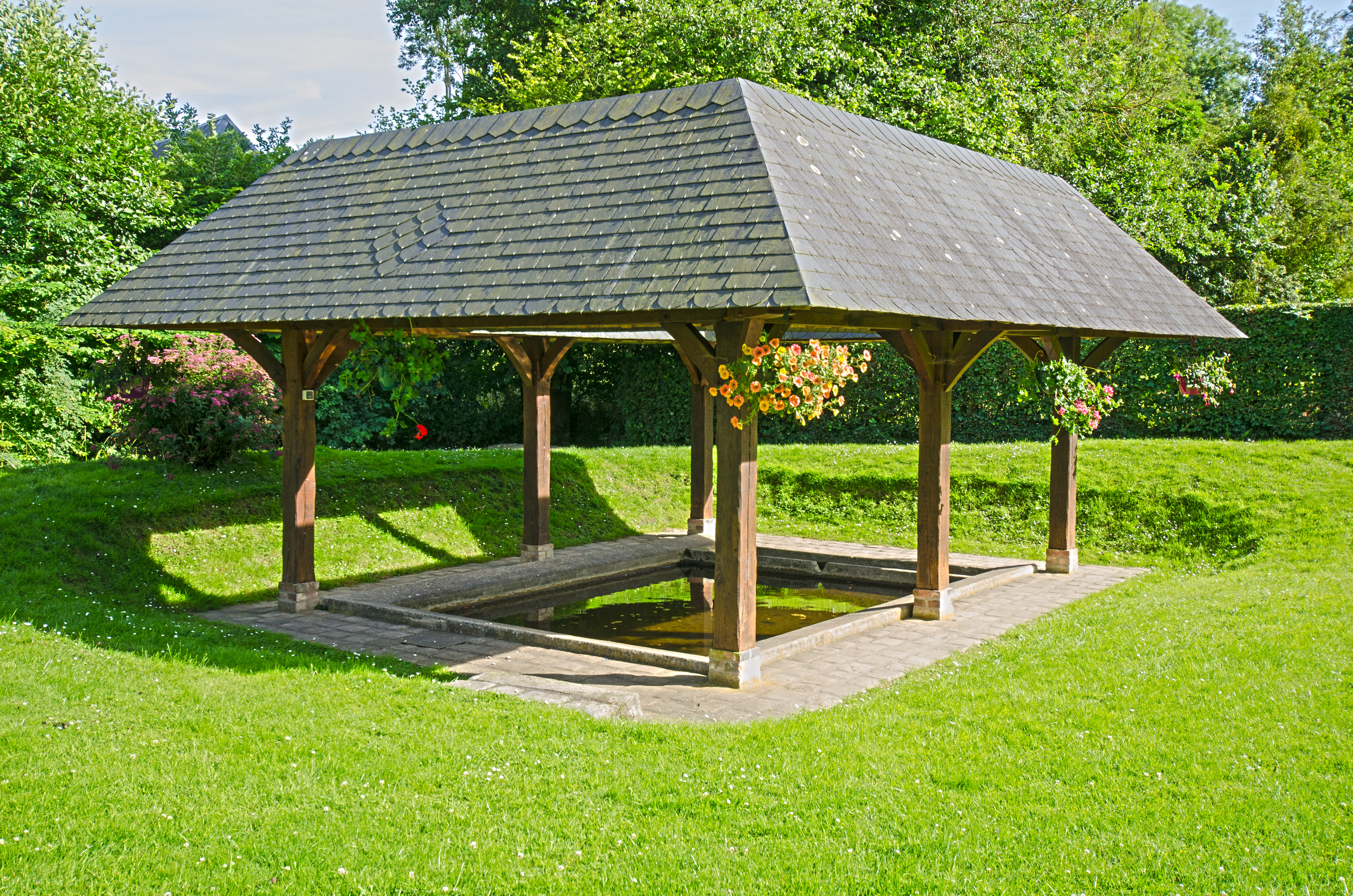
Le lavoir.

## Personnalités liées à la commune
- Marguerite Itasse (ou Iras), « Fille du Roi », débarque du Saint Louis de Dieppe le 25 septembre 1667 au Québec, y épouse Jacques Aubuchon le 11 novembre 1667, et décède à Trois-Rivières en 1689.